# Латій Геннадій Георгійович
Геннадій Георгійович Латій (28 вересня 1968, Одеса) — український дипломат. Надзвичайний та Повноважний Посол України.

## Біографія
Народився 28 вересня 1968 року в місті Одеса. У 1991 році закінчив Військовий червонопрапорний інститут МО СРСР, отримав кваліфікацію перекладача-референта з арабської та французької мов.
З вересня 1985 по серпень 1986 року — шліфувальник Одеського заводу прецизійних верстатів.
З липня 1991 по 1992 роки Грудень — перекладач-референт Генерального штабу Збройних сил.
З вересня 1993 по вересень 1996 року — Третій секретар, другий секретар Управління Країн Азіатсько-Тихоокеанського регіону, Близького і Середнього Сходу та Африки МЗС України.
З вересня 1996 по листопад 1999 року — другий секретар Посольства України в Туніської Республіці.
З листопада 1999р по листопад 2001 року — другий секретар з посади першого секретаря, перший секретар з посади радника Посольства України в Лівії.
У листопаді-грудні 2001 року — радник відділу країн Близького і Середнього Сходу Шостого територіального управління Департаменту двостороннього співробітництва МЗС України.
З 14.12.2001. по 27.08.2003 — заступник начальника Управління міжнародного співробітництва, міждержавних відносин та зовнішньоекономічної політики, завідувач сектором міждержавних відносин Департаменту економічної політики Секретаріату Кабінету Міністрів України.
З 2003 по 2006 — начальник Шостого територіального управління МЗС України.
З 22.05.2006 по 12.05.2010 — Надзвичайний та Повноважний Посол України в Лівії.
З 19.01.2011 — Директор Департаменту зовнішньоекономічних зв'язків та двосторонніх комісій Секретаріату Кабінету Міністрів України
З 28.12.2012 — Спеціальний представник України з питань Близького Сходу та Африки.
З 13.01.2015 — 27.02.2019 — Надзвичайний і Повноважний Посол України в Арабській Республіці Єгипет

## Нагороди та відзнаки
- Почесна грамота Верховної Ради України,
- Почесна грамота Кабінету Міністрів України,
- Нагрудний знак «Почесна відзнака Міністерства закордонних справ України» ІІІ ступеня.